# Assioco
Nel dialogo pseudo-platonico Assioco, Socrate discute sul tema della morte.
Gli storici della filosofia dubitano che il dialogo possa essere attribuito a Platone. Alcune caratteristiche dell'opera come le considerazioni mistiche che vengono espresse e l'interesse per l'astronomia e i fenomeni celesti hanno fatto attribuire l'opera ad un autore vissuto all'incirca nel I secolo a.C. in età alessandrina. Secondo lo storico della filosofia greca antica il professor D.J. Furley dell'Università di Toronto il dialogo pseudo-platonico Assioco può essere ricondotto in parte a Epicuro e a Prodico.

## Contenuto

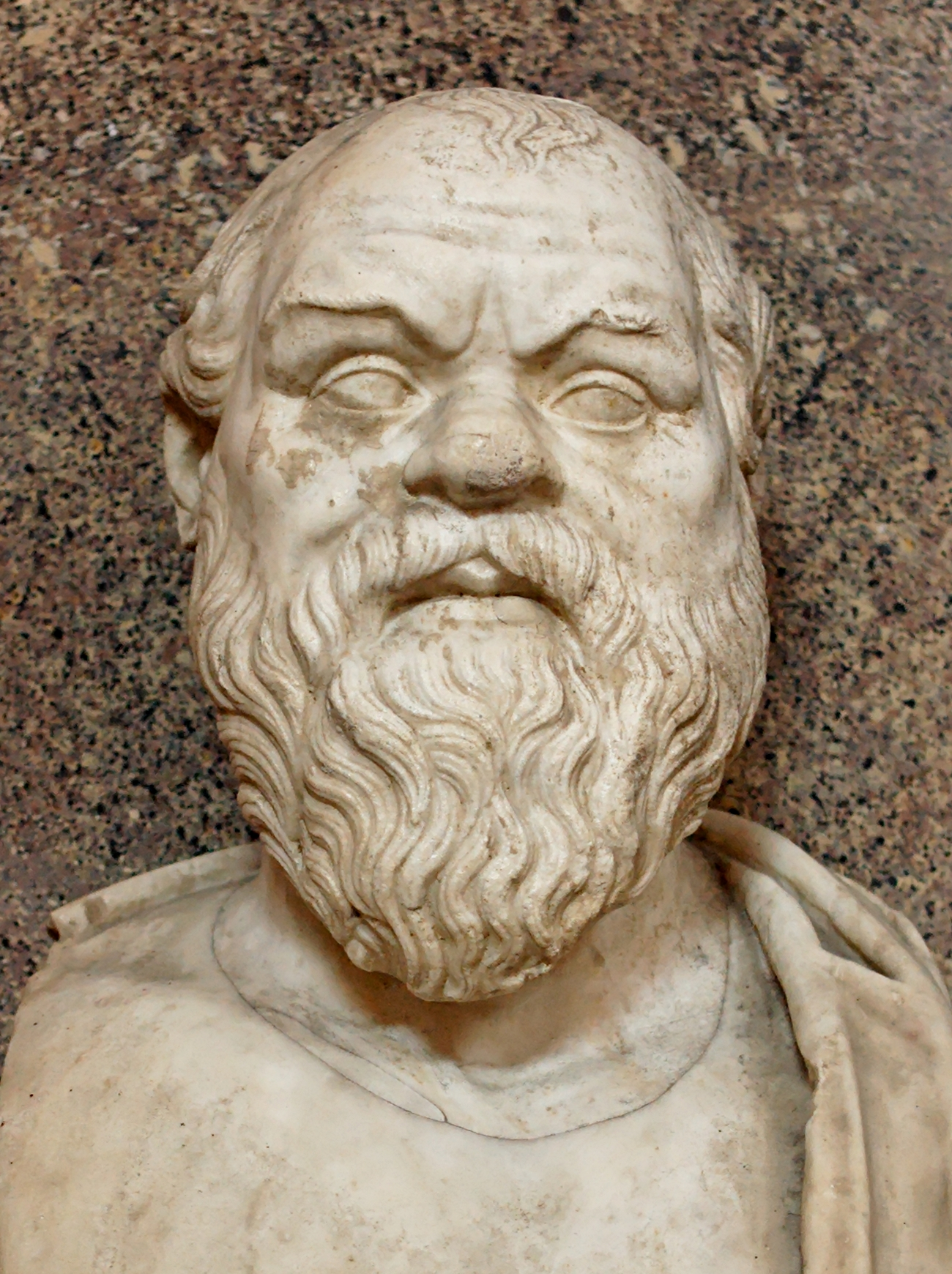
Socrate

La tesi che si sostiene nel dialogo è quella della morte intesa come cessazione di tutte le sofferenze che angustiano la vita umana.
Nel dialogo Socrate narra della volta che Clinia, figlio di Assioco, lo ha chiamato perché consoli con le sue parole il padre morente. Assioco ha perso tutta la sua baldanza giovanile e quelle doti che lo contraddistinguevano quando affrontava la vita con slancio. Ora ha terrore della morte e più che nel corpo si è indebolito nell'anima.
Per Socrate non bisogna avere nessun timore della morte: questa infatti libera l'anima dal corpo che è fonte di ogni male terreno e di falsi, fuggevoli, apparenti piaceri ai quali si aggiungono in vita i reali dolori come le malattie del corpo e quelle, ancora peggiori, dell'anima: i vizi. Dopo queste tribolazioni è dunque desiderabile che l'anima torni là da dove era venuta, a quel mondo intelligibile di serenità e armonia dove, tra danze e gioie celestiali, riacquisterà la sua essenza eterea. Ma se quel mondo ideale è così bello perché, domanda Assioco, Socrate continua a vivere, sia pure male, in questo?
Socrate risponde che è la sua natura di filosofo, di amante della verità che lo costringe a vivere in questo mondo imperfetto dove egli è alla continua ricerca del sapere: questo mondo terreno infatti è pur sempre collegato a quello ideale e perfetto e quindi attraverso l'imperfezione delle cose terrene si può conoscere la perfezione del mondo da cui proviene l'anima. L'esistenza, ribadisce Socrate è fonte di infelicità che accompagna tutta la vita dell'uomo, tormentato non solo dai dolori che da essa provengono ma anche da quelli che derivano dalla malvagità degli uomini. Per questo gli dei misericordiosi liberano gli uomini con la morte come hanno fatto esaudendo le preghiere di non soffrire più dei figli della sacerdotessa Argiva.
Tra gli uomini vi sono poi quelli, come ad esempio, i marinai che in vita soffrono più degli altri poiché per guadagnarsi da vivere soffrono fatiche e affrontano grandi pericoli. 
Socrate è convinto di quanto sosteneva Prodico che la morte non riguarda i vivi, poiché finché essi sono in vita la morte è assente, né i morti, poiché essendo morti, vale a dire non essendovi più, la morte non può danneggiarli. Sbaglia chi, come Assioco, crede di trovare conforto nelle cose sensibili e teme di perdere tutto ciò che ama, poiché con la fine delle sensazioni tutto finisce, anche ogni rimpianto. Se gli uomini avessero avuto dagli dei l'immortalità essi non si sarebbero prodigati nel costruire le grandi opere che rimangono, esse sì, immortali nei ricordi dei sopravvissuti e anche l'universo, il corso del sole e della luna che segnano il passare del tempo, non avrebbero più senso. La cosa più importante non è quella di vivere comunque ma di condurre un'esistenza giusta e virtuosa che sia premiata dopo la morte e non punita per le malvagità commesse in vita come dimostra la storia che gli è stata narrata dal mago Gobria.
Alla fine Assioco viene convinto da Socrate e capirà che la morte non è da temere poiché è l'inizio di una vita migliore.